# Massacro di Pidkamin

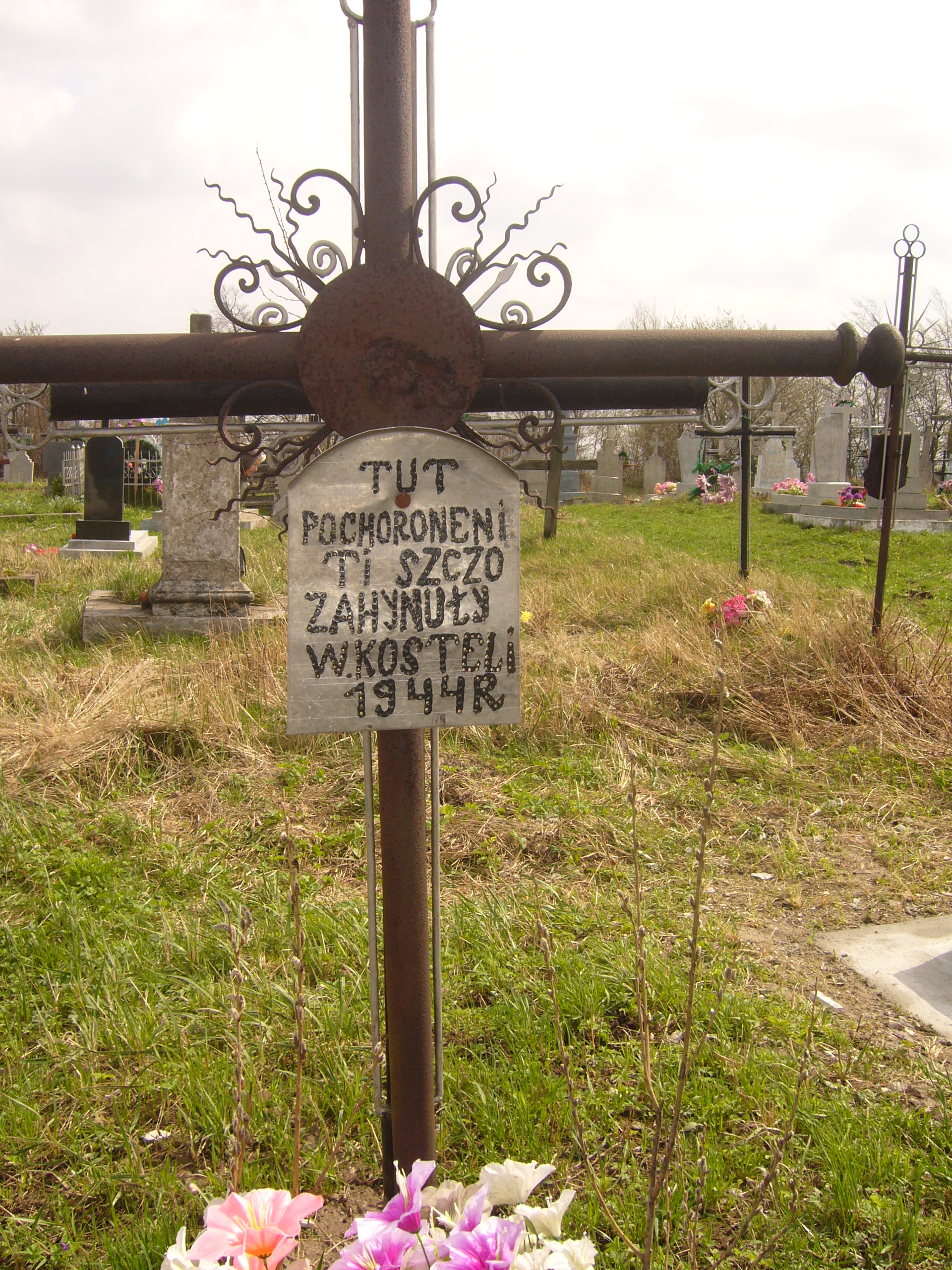
Cimitero polacco a Podkamien

Il massacro di Pidkamin o il massacro di Podkamień del 12 marzo 1944 fu il massacro di civili polacchi commesso dell'Esercito insurrezionale ucraino (UPA) sotto il comando di Maksym Skorupsky (Maks), in collaborazione con un'unità della 14. Waffen-Grenadier-Division der SS "Galizia". Le vittime erano residenti di etnia polacca del villaggio di Podkamień, nella Galizia orientale, nel Voivodato di Ternopil' della Seconda Repubblica di Polonia occupata (ora Pidkamin', Zolochiv Raion, Ucraina). Durante la guerra l'area era amministrativamente parte del Reichskommissariat Ukraine tedesco (ora Oblast' di Ternopil'). Le stime delle vittime vanno da 150, più di 250 e fino a 1000.

## Preludio
Durante la seconda guerra mondiale Pidkamin, (in polacco Podkamień), era un rifugio per i polacchi della vicina provincia della Volinia, che erano sfuggiti ai massacri dei polacchi in Volinia e avevano cercato rifugio nel locale monastero domenicano. Il complesso era circondato da mura e si trovava su una collina che dominava l'area circostante e di conseguenza forniva un rifugio relativamente sicuro per i profughi. Circa 2000 persone vivevano nella città di Podkamin e nel monastero quando fu attaccato nel marzo 1944 dall'UPA in collaborazione con la 14ª Divisione SS.

## Il massacro
Il primo giorno dell'attacco fu respinto da un piccolo gruppo di autodifesa, e quella notte alcuni abitanti riuscirono a mettersi in salvo. Il giorno successivo l'UPA ha promesso di risparmiare la vita agli abitanti in cambio della resa del monastero. Mentre il monastero veniva evacuato, l'UPA ha aperto il fuoco ed è entrata nel complesso del monastero, massacrando un certo numero di persone, compreso il clero. I corpi dei morti venivano poi gettati nel pozzo. Successivamente l'UPA si è accampata nella vicina città di Pidkamin e tra il 12 e il 16 marzo ha ripetutamente attaccato le persone nascoste nei villaggi. Il 16 marzo, con l'avvicinarsi dell'Armata Rossa sovietica, l'UPA si ritirò dall'area.

## Conseguenze
Circa 100 polacchi etnici furono assassinati nel monastero e altri 500 furono uccisi nella stessa città di Pidkamen. Nel vicino villaggio di Palikrowy furono uccisi 365 polacchi. Gruppi armati ucraini hanno distrutto il monastero, rubando tutti gli oggetti di valore, ad eccezione dell'icona incoronata del monastero. Tadeusz Piotrowski, che ha basato le sue scoperte su fonti dell'Armia Krajowa o della polizia tedesca, stima che il numero delle vittime nel monastero e nei villaggi adiacenti fosse di 1000. Tra i sopravvissuti c'era il famoso scrittore e pittore Leopold Buczkowski.